# 尾沢早飛
日本のデザイナー。

## 来歴

### 生い立ち
いくつかのデザイン事務所に勤務し、修業する。2008年、独立。

## 略歴
- 2008年 - 独立